# Kültepe

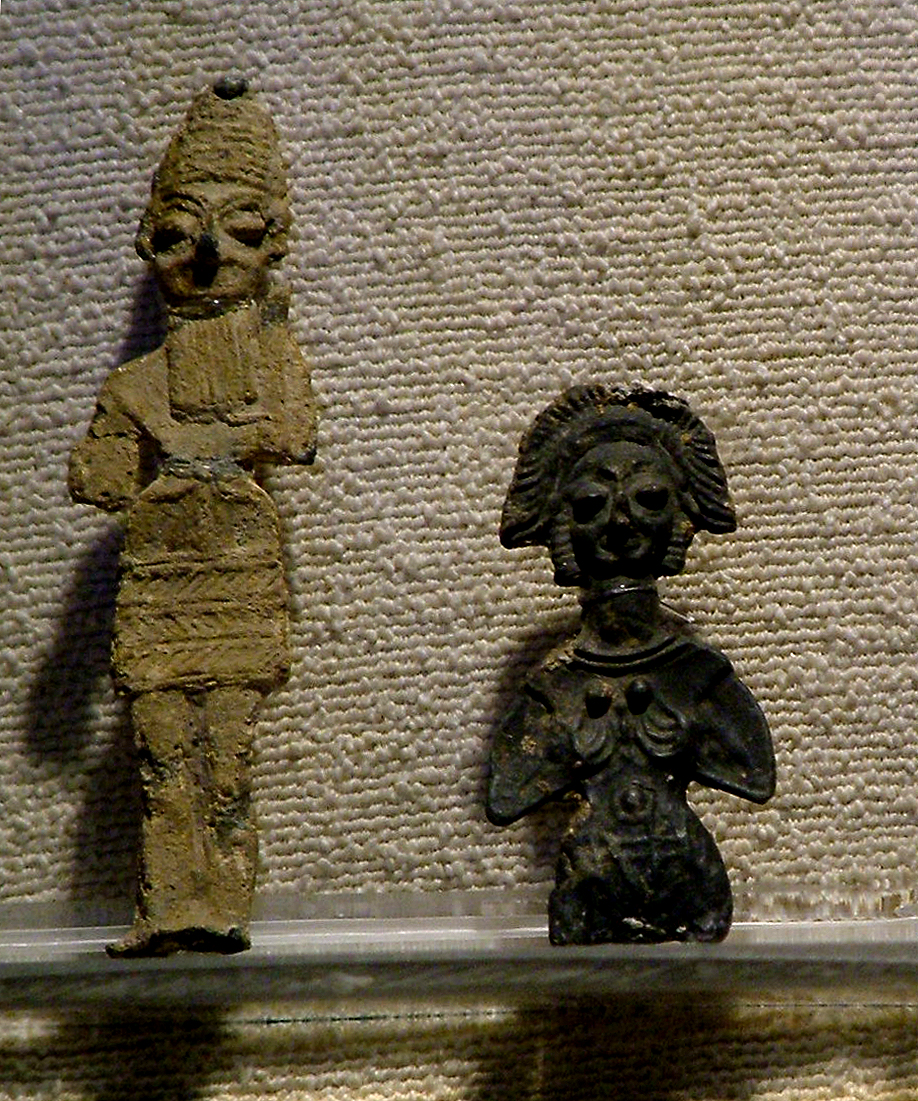
Istenszobrocskák (i.e. 18. sz. Kültepe)

Kültepe (török: „Hamudomb”), régészeti helyszín Törökország középső részén, Kayseri várostól északkeletre. A bronzkori Kanis és Nesza városát magába rejtő ősi lelőhely, de csak akkor kezdtek érdeklődni iránta, amikor felvetődött, hogy innen származhatnak az óasszír nyelvű, ékírásos ún. kappadókiai táblák. Végül 1925-ben megtalálták a táblák forráshelyét egy félhold alakú területen, a tulajdonképpeni halomtól délre-délkeletre. Ezt a területet a régészek Karum Kanesnek nevezik; itt óaszszír kereskedők éltek a helyi lakosság között.

## Története

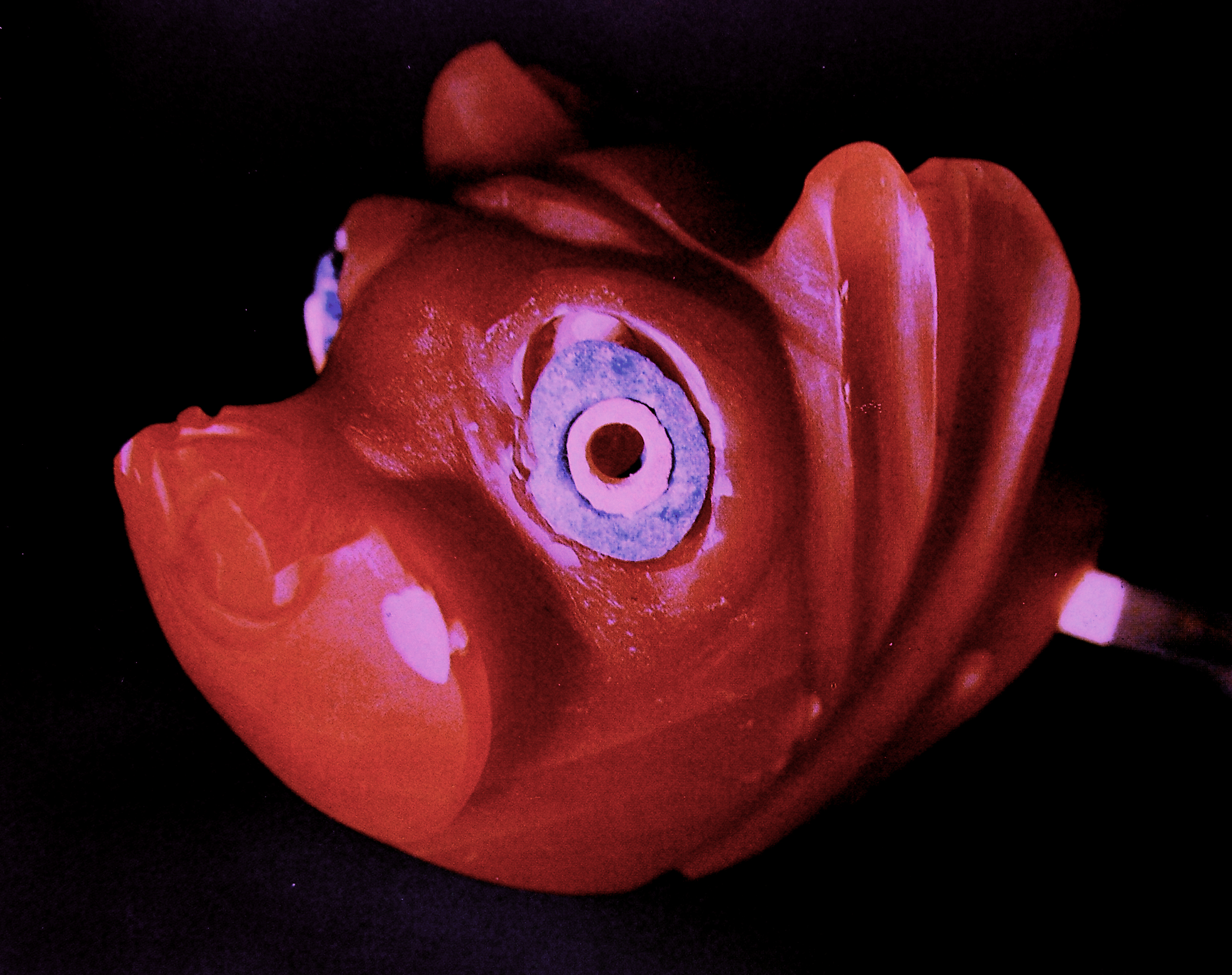
Achát kisplasztika (i.e. 18. sz. Kültepe)

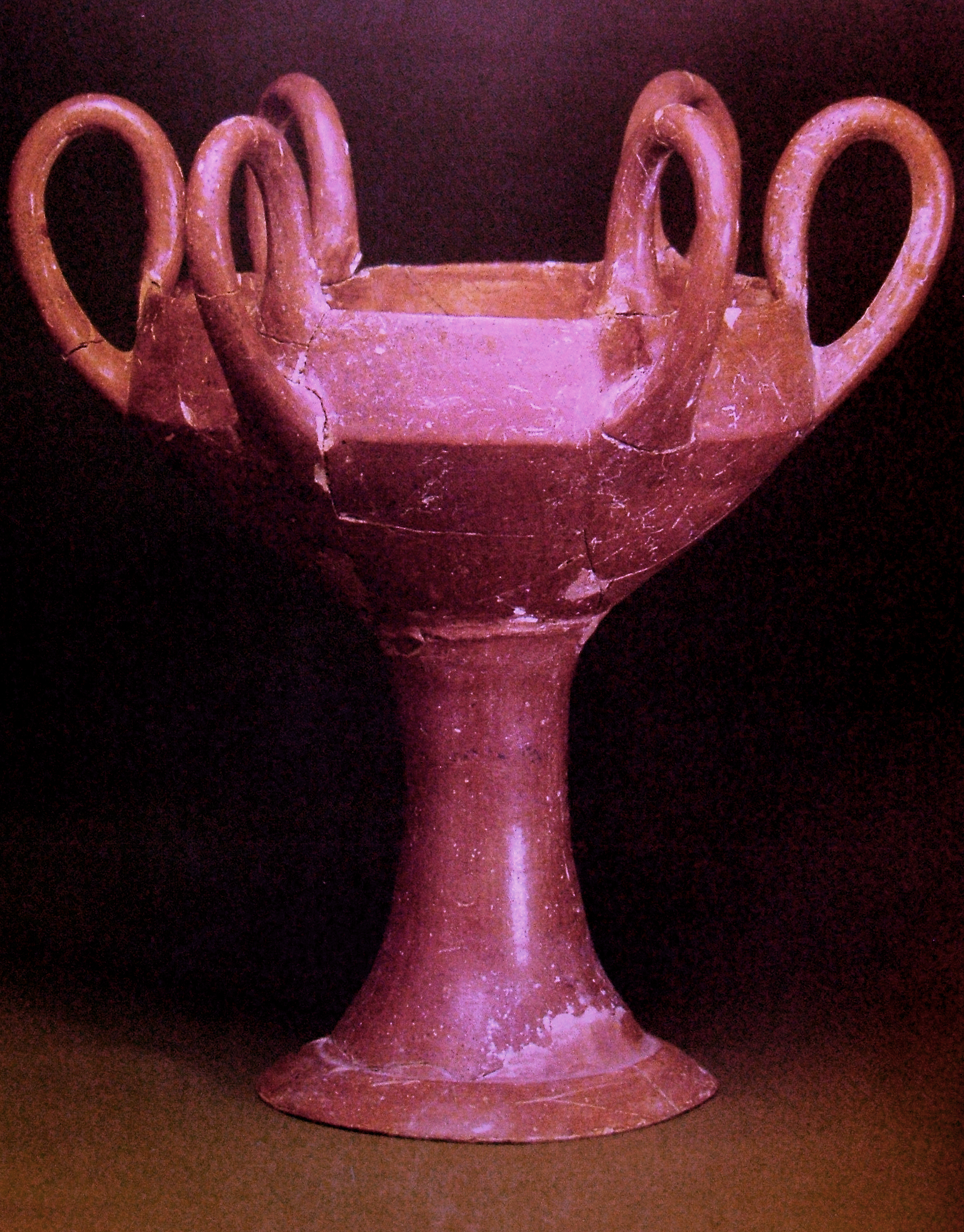
Kerámia váza(i.e. 18. sz. Kültepe)

Az asszírok az ősnépesség által lakott településekben (városokban), de ott körbezárt, a kereskedők által autonóm módon igazgatott - telepeket létesítettek, amelyeket kárumnak neveztek. Anatóliában mintegy húsz ilyen telepet hoztak létre, amelyek egyetlen fő kereskedőtelepnek a felügyelete alá tartoztak. Ez pedig a Kültepe alsó városrészében kialakított kereskedőtelep, Karum Kanis volt. Karum Kanis önmaga pedig direkt kapcsolatban állt Asszíriával.

## A feltárások története
Az ásatásokat 1948-ban kezdte újra a Török Történeti Társaság, Tahsin és Nimet Özgüç vezetésével. Ásatásaik több ezer újabb, a Kr. e. II. évezred elejéről való táblát hoztak napvilágra, s ekkor találtak ilyeneket először magában a városhalomban.

## A helyszín

### Az agyagtáblák
A szövegek a legkorábbi anatóliai eredetű történeti források; óasszír nyelven íródtak. Hasonló szövegeket találtak Alisar Hüyükben és Bogazköyben, a hettita fővárosban is. Minden szöveg a közép-anatóliai ún. „kolónia (telepes=karum)-korszak”-ból származik. Ekkoriban az indoeurópai hettiták már letelepedtek, és asszimilálódtak az anatóliai őslakossághoz. E közegben több emberöltőn át fennálltak asszír karumok (kereskedelmi telepek, amelyek közül valószínűleg Kanes volt a legfontosabb). Ezek az Asszíria és Anatólia között utazó karavánok célállomásai, ill. elosztó központjai voltak. A Babilóniából ideszállított asszír textíliákat és egyéb árukat cserélték anatóliai ezüstre.

## Lásd még

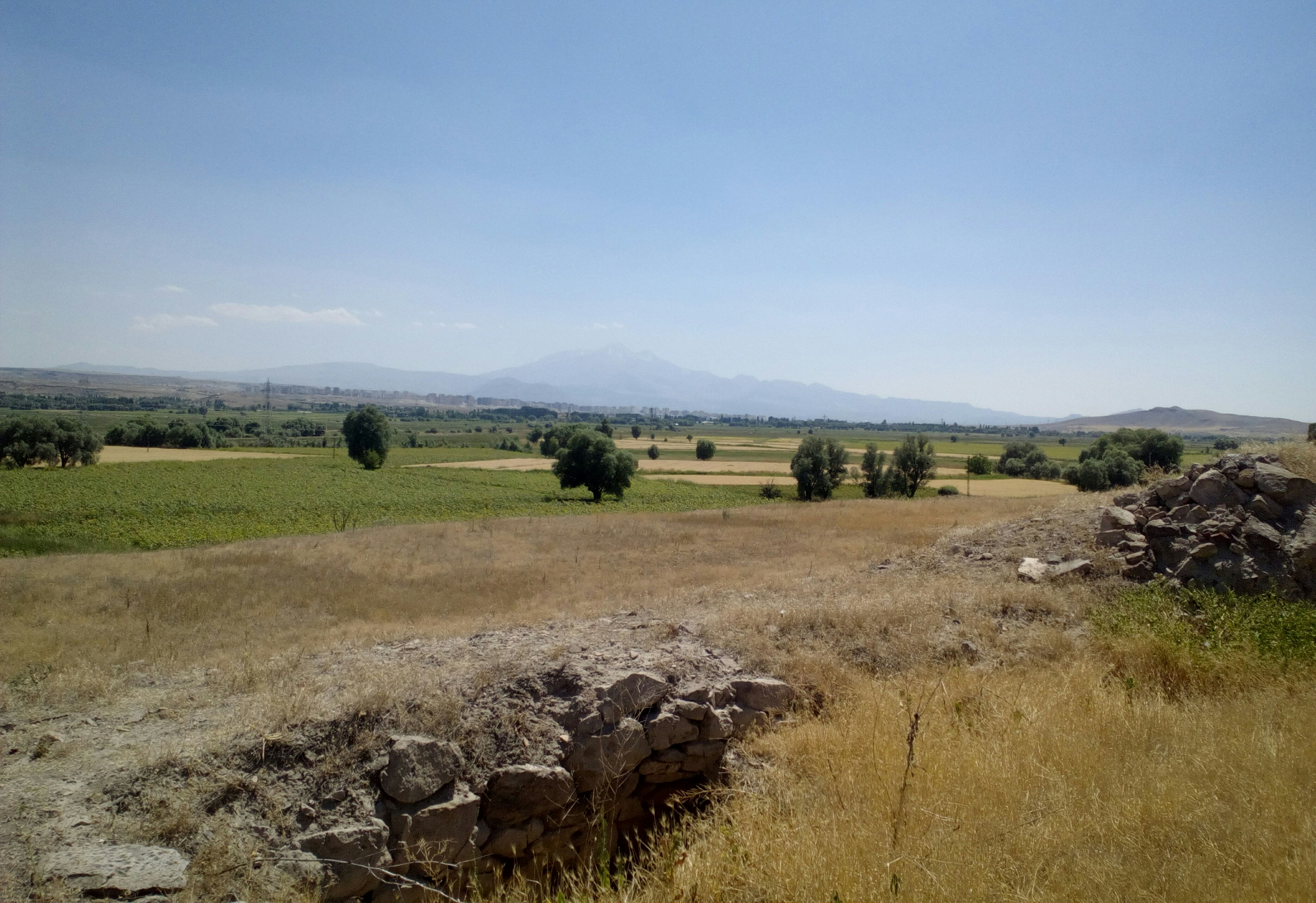
Az Erciyes Dağı látképe Kültepéből

- Kanis
- Nesza
- Anatóliai Civilizációk Múzeuma